# Fol·lis

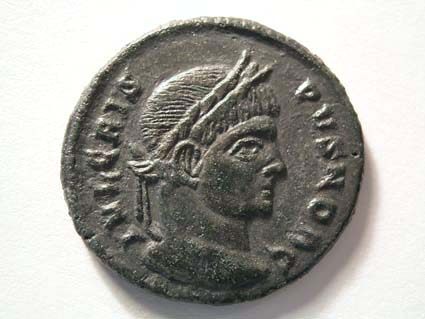
Fol·lis amb l'efígie de Crisp, fill de Constantí I.

El fol·lis (llatí: follis) va ser una moneda de l'antiga Roma introduïda al voltant del 294 durant la durant la reforma monetària de Dioclecià. Era una gran moneda de bronze d'uns 27 mm de diàmetre i amb un pes d'entre vuit i deu grams, amb aproximadament un 4% de plata. Inicialment es pensava que la plata era només uns pel·lícula, però recerques posteriors han demostrat que no era així.
La paraula follis significa 'bossa', usualment feta de pell, i existeixen evidències que aquest terme va ser usat en l'antiguitat per a definir una bossa segellada que contenia una determinada quantitat de monedes. Els fol·lis de Dioclecià, tot i els esforços per al control i estabilització de preus mitjançant el seu Edicte sobre Preus Màxims del 301, va patir constants variacions.

En temps de Constantí I, la grandària dels fol·lis va ser més petita i la quantitat de plata amb prou feines era apreciable. A mitjans del segle iv es van introduir una sèrie de monedes de bronze que són referides com AE1, AE2, AE3 i AE4, des de 27 fins a 15 mm de diàmetre.
| AE1          | AE2        | AE3        | AE4            |
| ------------ | ---------- | ---------- | -------------- |
| més de 25 mm | 21 – 25 mm | 17 – 21 mm | menys de 17 mm |

## Imperi Romà d'Orient
Els fol·lis van ser reintroduïts com a grans monedes de bronze al 498 durant la reforma monetària de l'emperador romà d'Orient Anastasi I, que incloïa una sèrie de diferents denominacions que portaven la marca del valor en numeració grega.
Els fals (derivació del terme follis), van ser unes monedes de bronze emeses per la dinastia omeia i el Califat Abbàssida en els inicis del segle vii, inicialment com a imitació dels cardis.

## Descobertes alseglexxi
Dues grans descobertes amb milers de fol·lis s'han fet al segle xxi, fins al 2023:
- la primera a Devon, al Regne Unit, el 2013, quan van recuperar-se 22.888 fol·lis de les profunditats. Aquest excepcional tresor de monedes va ser trobat per Laurence Egerton a pocs centenars de metres de l'emplaçament d'una vil·la romana i d'una fortificació militar que es remunta als segles ii i iii;
- la segona, també dins del mar, prop de la població d'Arzachena, a Sardenya. El nombre de fol·lis recuperats en aquest cas encara s'està determinant, però es calcula que hi ha almenys 30.000 monedes, i possiblement fins a 50.000.